# Rdeči seznam IUCN ranljivih vrst
19. decembra 2015 je bilo v Rdečem seznamu IUCN uvrščenih 11627 ranljivih vrst, podvrst in varietet, populacij in subpopulacij.

## Glive (Fungi)
| ID vrste | Deblo         | Razred          | Red           | Družina          | Vrsta                         | Leto vrednotenja |
| -------- | ------------- | --------------- | ------------- | ---------------- | ----------------------------- | ---------------- |
| 64081145 | Ascomycota    | Lecanoromycetes | Lecanorales   | Parmeliaceae     | Anzia centrifuga              | 2014             |
| 70386009 | Ascomycota    | Lecanoromycetes | Lecanorales   | Cladoniaceae     | Cetradonia linearis           | 2015             |
| 75093504 | Basidiomycota | Agaricomycetes  | Agaricales    | Agaricaceae      | Agaricus pattersoniae         | 2015             |
| 79515429 | Basidiomycota | Agaricomycetes  | Agaricales    | Cortinariaceae   | Cortinarius citrino-olivaceus | 2015             |
| 70408373 | Basidiomycota | Agaricomycetes  | Thelephorales | Bankeraceae      | Hydnellum compactum           | 2015             |
| 76170958 | Basidiomycota | Agaricomycetes  | Thelephorales | Bankeraceae      | Hydnellum gracilipes          | 2015             |
| 70408415 | Basidiomycota | Agaricomycetes  | Thelephorales | Bankeraceae      | Hydnellum mirabile            | 2015             |
| 70406652 | Basidiomycota | Agaricomycetes  | Agaricales    | Hygrophoraceae   | Hygrocybe citrinovirens       | 2015             |
| 71595761 | Basidiomycota | Agaricomycetes  | Agaricales    | Hygrophoraceae   | Hygrocybe ingrata             | 2015             |
| 76256454 | Basidiomycota | Agaricomycetes  | Agaricales    | Entolomataceae   | Leptonia carnea               | 2015             |
| 76265852 | Basidiomycota | Agaricomycetes  | Agaricales    | Tricholomataceae | Tricholoma acerbum            | 2015             |
| 79515478 | Basidiomycota | Agaricomycetes  | Agaricales    | Tricholomataceae | Tricholoma apium              | 2015             |
| 76266962 | Basidiomycota | Agaricomycetes  | Agaricales    | Tricholomataceae | Tricholoma borgsjoeënse       | 2015             |

## Chromista
| ID vrste | Deblo      | Razred       | Red          | Družina    | Vrsta                | Leto vrednotenja |
| -------- | ---------- | ------------ | ------------ | ---------- | -------------------- | ---------------- |
| 63598    | Ochrophyta | Phaeophyceae | Laminariales | Alariaceae | Eisenia galapagensis | 2007             |